# دهه ۳۸۰ (میلادی)
دهه ۳۸۰ (میلادی) دهه سی و هشتم تقویم میلادی است.

## درگذشتگان
‎